# Максим III Єрусалимський
Святий Максимій Єрусалимський (Максимій III Єрусалимський) був ранньохристиянським святим і єпископом Єрусалиму приблизно з 333 року нашої ери до своєї смерті в 347 році нашої ери. Він був третім єпископом Єрусалиму на ім'я Максимій, двоє інших мали цей сан у другій половині 2-го століття.
Під час одного з переслідувань своєї епохи він був підданий тортурам за свою християнську віру, і тому став відомим як сповідник, хоча сучасні джерела розходяться щодо того, чи сталося це за часів правління Галерія Максиміана чи за правління співімператорів Діоклетіана та Максиміана. Він був священиком в Єрусалимі, і Созомен каже, що він був настільки популярний серед людей за гарний характер і за те, що був сповідником, що коли святий Макарій намагався призначити його єпископом Лідди (також відомого як Діосполіс), населення наполягало на його збереженні в Єрусалимі. Після смерті Макарія Максим став єпископом Єрусалиму, був присутній у 335 році на першому Тирському соборі й підписав засудження Афанасія. Під час повернення Афанасія з вигнання, близько 346 року, Максимій скликав в Єрусалимі синод із шістнадцяти палестинських єпископів, які привітали Афанасія. Сократ Схоластик записав, що Максимій «відновив причастя і сан» Афанасію, Афанасій отримав підтримку проти аріан, а Максимій просував бажання єпископів Єрусалиму, щоб їхній престол був рівним за статусом митрополичому престолу Кесарії, бажання пізніше досягнуте в 451 рік нашої ери.
На посаді єпископа Єрусалиму Максимійа змінив святий Кирило, хоча процес цей неясний. Созомен і Сократ кажуть, що Максимій був скинутий на користь Кирила Акакієм Кесарійським і Патрофілом Скіфополіським, обома аріанами. Натомість Єронім каже, що передбачуваним наступником Максимійа був Іраклій, якого Максимій назвав на смертному ложі, але що Акакій і Кирило скинули Іраклія і зробили Кирила єпископом. Руфін (CH, 10.24) лише згадує, що свячення було якимось невизначеним чином «нерегулярним». Незалежно від того, як відбулася престолонаслідування, Кирило та Акакій стануть запеклими ворогами протягом наступних кількох років, розходячись як у суперечці аріанів, так і з точки зору пріоритету та прав кожного престолу.
Римо-католицька церква відзначає його свято 5 травня, а Ортодоксальна церква локально 9 травня. Вікіпедія Східної Православної Літургіки також зазначає про його Універсал і, отже, головне свято як 26 серпня.